# Tipula (Eumicrotipula) pirioni
Tipula (Eumicrotipula) pirioni is een tweevleugelige uit de familie langpootmuggen (Tipulidae). De soort komt voor in het Neotropisch gebied.